# 少尉增一
天龍座6，又名BD+70 705，HD 109551、SAO 7600、HR 4795，是天龍座的一颗恒星，视星等为4.94，位于銀經125.02，銀緯47.04，其B1900.0坐标为赤經12h 30m 30.2s，赤緯+70° 47.04′ 23″。